# Mistrzostwa Europy U-17 w Piłce Nożnej Kobiet 2012
Mistrzostwa Europy U-17 w piłce nożnej kobiet 2012 (oficjalna nazwa 2012 UEFA Women's U-17 Championship) – piąta edycja rozgrywek o Mistrzostwo Europy piłkarek do lat 17. Turniej finałowy odbył się w dniach 26–29 czerwca w Nyonie, w Szwajcarii. Do udziału w rywalizacji przystąpiły 42 federacje. Awans do turnieju finałowego (po dwóch rundach kwalifikacyjnych) uzyskały cztery najlepsze zespoły. Tytuł mistrzyń Europy po raz trzeci w historii wywalczyły reprezentantki Niemiec.

## Kwalifikacje
Kwalifikacje do mistrzostw miały przebieg dwufazowy. W pierwszej z nich uczestniczyło 40 drużyn, które podzielone zostały na 10 grup. Zwycięzca każdej z grup oraz cztery drużyny z drugich miejsc z najlepszym bilansem punktowo-bramkowym (biorąc pod uwagę spotkania z pierwszą oraz trzecią drużyną w grupie) zakwalifikowały się do drugiej rundy eliminacji. W drugiej fazie uczestniczyło 16 drużyn (do czternastu ekip wyłonionych w pierwszej fazie dołączyły najwyżej notowane Niemcy oraz Holandia), które zostały podzielone na cztery czterozespołowe grupy. Zwycięzca grupy awansował bezpośrednio do mistrzostw. Gospodarz zawodów, Szwajcaria, nie miał zapewnionego startu w turnieju finałowym, ale w tegorocznej edycji wywalczył go poprzez kwalifikacje.

## Turniej finałowy
|  |                   |            |           |                   |      |         |         |       |
|  | Półfinały         | Półfinały  | Półfinały |                   |      | Finał   | Finał   | Finał |
|  | Półfinały         | Półfinały  | Półfinały |                   |      | Finał   | Finał   | Finał |
|  | 25 czerwca - Nyon |            |           |                   |      |         |         |       |
|  |                   |            |           |                   |      |         |         |       |
|  | Szwajcaria        | Szwajcaria | 1         |                   |      |         |         |       |
|  | Szwajcaria        | Szwajcaria | 1         | 28 czerwca - Nyon |      |         |         |       |
|  | Francja           | Francja    | 5         |                   |      |         |         |       |
|  | Francja           | Francja    | 5         |                   |      | Francja | Francja | 1(3)  |
|  | 25 czerwca - Nyon |            |           |                   |      | Francja | Francja | 1(3)  |
|  |                   |            | Niemcy    | Niemcy            | 1(4) |         |         |       |
|  | Dania             | Dania      | Niemcy    | Niemcy            | 1(4) | 0       |         |       |
|  | Dania             | Dania      |           |                   |      |         |         |       |
|  | Niemcy            | Niemcy     | 2         |                   |      |         |         |       |
|  | Niemcy            | Niemcy     | 2         | Mecz o 3. miejsce |      |         |         |       |
|  |                   |            |           |                   |      |         |         |       |
|  | 28 czerwca - Nyon |            |           |                   |      |         |         |       |
|  |                   |            |           |                   |      |         |         |       |
|  | Szwajcaria        | Szwajcaria | 0(4)      |                   |      |         |         |       |
|  | Szwajcaria        | Szwajcaria | 0(4)      |                   |      |         |         |       |
|  | Dania             | Dania      | 0(5)      |                   |      |         |         |       |
|  | Dania             | Dania      | 0(5)      |                   |      |         |         |       |

### Półfinały
| 26 czerwca 2012 11:00 CET | Szwajcaria · Pulver 13' | 1 – 5(1 – 3)Raport | Francja · Toletti 14' 80+1' · Blanchard 19' · Cousin 40' · Diani 52' · Karchouni 80+4' (k) | Centre sportif de Colovray, Nyon Sędzia: Marte Sørø |
|                           |                         |                    |                                                                                            |                                                     |

| 26 czerwca 2012 15:00 CET | Dania | 0 – 2(0 – 0)Raport | Niemcy · Bremer 71' · Däbritz 80+3' | Centre sportif de Colovray, Nyon Sędzia: Amy Rayner |
|                           |       |                    |                                     |                                                     |

### Mecz o trzecie miejsce
| 29 czerwca 2012 11:00 CET                                        | Szwajcaria | 0 – 0 k. 4:5(0 – 0)Raport                                               | Dania | Centre sportif de Colovray, Nyon Sędzia: Marte Sørø |
|                                                                  |            |                                                                         |       |                                                     |
|                                                                  |            | Rzuty karne                                                             |       |                                                     |
| Bruderer · Wuichet · Ribeaud · Vienne · Calo · Deplazes · Studer |            | Hansen · Beck · Poulsen · Thestrup · Kildemoes · Christiansen · Nederby |       |                                                     |

### Finał
| 29 czerwca 2012 14:30 CET                         | Francja · Diani 57' | 1 – 1 k. 3:4(0 – 0)Raport                 | Niemcy · Bremer 67' | Centre sportif de Colovray, Nyon Sędzia: Amy Rayner |
|                                                   |                     |                                           |                     |                                                     |
|                                                   |                     | Rzuty karne                               |                     |                                                     |
| Toletti · Saulnier · Gherbi · Froment · Karchouni |                     | Däbritz · Beil · Panfil · Streng · Lückel |                     |                                                     |